# T-Men contro i fuorilegge
T-Men contro i fuorilegge (T-Men) è un film del 1947 diretto da Anthony Mann.

## Trama
Il film inizia come un documentario girato a cura del Dipartimento del tesoro degli Stati Uniti, con un monologo di Elmer Lincoln Irey, ex capo del dipartimento, che descrive l'attività e gli obiettivi dei suoi agenti (Treasure men o più brevemente T-Men) e introduce la vicenda del film come un a storia realmente accaduta, estratta dai suoi archivi.
Dennis O'Brien e Anthony Genaro sono due "T-Men", agenti del Tesoro degli Stati Uniti, che vengono scelti per infiltrarsi in una banda di Detroit dedita alla contraffazione. Dopo aver studiato con attenzione l'ambiente della malavita, si creano delle identità affidabili e si fingono aggressivi novellini. Vengono a conoscenza di un certo Schemer, che sembra essere il loro collegamento con la costa occidentale e riescono a far esaminare una tuta usata da lui. Le indagini della polizia scientifica rivelano che è un uomo di corporatura grossa, che fuma sigari e che mastica erbe medicinali cinesi.
Una volta ottenute queste informazioni, O'Brien si dirige verso Los Angeles, dove attraverso la pista cinese risale all'abitudine di Schemer di frequentare bagni turchi. Seguendo attraverso la Chinatown una persona la cui taglia corrisponde a quella della tuta, viene a trovarsi nella sala privata di un hotel in cui si sta svolgendo una partita a dadi e punta una banconota falsa sul tavolo da gioco. La banconota viene rifiutata e O'Brien viene buttato fuori e picchiato, ma è tutto un piano per convincere Schemer a comprare matrici di ottima qualità per la stampa di denaro falso. Schemer riconosce che la banconota è stampata da matrici incise a mano, quindi migliore di quelle messe in circolazione da loro ottenute da fotoincisione, ma la carta è scadente, quindi fornisce a O'Brien una carta migliore e lo invita a fare una prova di stampa utilizzando le sue matrici.
O'Brien quindi torna a Detroit e stampa delle banconote ma su una sola facciata, impegnandosi con il malvivente di stampare il rovescio solo dopo aver conosciuto il capo. Intanto Tony incontra casualmente sua moglie per strada mentre fa spese con un'amica; l'amica riconosce Tony e questo desta i sospetti di Schemer che è con lui; Tony nega di essere sposato e fa finta di non conoscere la moglie che, d'altra parte, recita bene il ruolo della sconosciuta. Schemer tuttavia, nella speranza di ingraziarsi il minaccioso Moxie, gli confida i suoi sospetti, ma finisce rinchiuso in un bagno turco dove muore in una lenta agonia, letteralmente lessato da Moxie che dall'esterno aumenta il getto di vapore fino a farlo soffocare.
Intanto i criminali intercettano una telefonata fra Tony e la moglie e smascherano definitivamente il gioco dei due agenti: O'Brien deve accompagnare Moxie e i suoi compari alla resa dei conti con Tony, che muore sotto gli occhi disperati del compagno impotente. O'Brien, rimasto solo, attraverso continue operazioni pericolose riesce a recuperare informazioni e a dare ai suoi la possibilità di catturare i falsari. Nell'assalto alla sede della banda resta ferito ma si salverà.